# Ricinoides atewa
La dinoaraña (Ricinoides atewa) es una especie de arácnido ricinúlido de la familia Ricinoididae descubierta en 2008 en la Reserva Forestal de Atewa (Ghana).

## Características
Su apariencia es similar a una combinación entre una araña y un cangrejo, con el órgano reproductor entre las patas. Mide 11 mm y se alimenta de termitas y hormigas.

## Distribución
Vive en ambientes tropicales y la temperatura óptima para su habitabilidad es entre los 17º y 27º, en zonas de selva tropical. Se ha registrado su presencia en América Central y del Sur, además de África Occidental.